# 劉問政
劉問政，山西人。清朝將領。  
雍正元年（1723年）癸卯恩科武进士。同年十二月放三等侍衛。雍正四年（1726年）十月放江南漕標右營游擊。